# Arszen Avetiszján
Arszen Avetiszján, örményül: Արսեն Ավետիսյան  (Jereván,  1973. október 8. –) aranycipős, válogatott örmény labdarúgó, csatár. 1994-ben az év örmény labdarúgójának választották.

## Pályafutása

### Klubcsapatban
1990–91-ben az FK Malatia, 1992 és 1997 között a Homenetmen / Pjunik Jerevan, 1997–98-ban a belga Berchem Sport, 1998-ban ismét a Pjunik, 1999-ben az Ararat Jerevan, 2000-ben a Zvartnots-AAL labdarúgója volt. 2000 és 2005 között Oroszországban játszott. 2000 és 2003 között a Zsemcsuzsina-Szocsi, 2003-ban a Zsemcsuzsina-Budgyonnovszk, 2004–2005-ben a Masuk KMV játékosa volt. 2006-ban hazatért és ismét a Pjunik Jerevan csapatában szerepelt. 2008 és 2011 között a Gandzaszar Kapan csapatában fejezte be az aktív játékot.
A Pjunik Jerevannal öt örmény bajnoki címet és egy kupagyőzelmet ért el. Az 1994-es idényben 39 góllal az örmény bajnokság gólkirály volt. Ezzel a teljesítménnyel 1994–95-ben az európai aranycipőt is elnyerte.

### A válogatottban
1992 és 2007 között 27 alkalommal szerepelt az örmény válogatottban és egy gólt szerzett.

## Sikerei, díjai
- az év örmény labdarúgója (1994)[2]
- Európai aranycipő (1994–95)[3]

 Pjunik Jerevan
- Örmény bajnokság
  - bajnok (5): 1992, 1995–96, 1996–97, 2006, 2007
  - gólkirály: 1994 (39 gól)
- Örmény kupa
  - győztes: 1996

## Góljai az örmény válogatottban
| #  | Dátum            | Ellenfél | Eredmény | Kiírás              | Esemény |
| -- | ---------------- | -------- | -------- | ------------------- | ------- |
| 1. | 1994. július 16. | Málta    | 1 – 0    | barátságos mérkőzés | 64' 87' |